# National Monument (Irland)
Als National Monument (irisch séadchomhartha náisiúnta) wird in Irland ein Denkmal von nationalem Rang bezeichnet, dessen Schutz wegen seines geschichtlichen, architektonischen, künstlerischen oder archäologischen Interesses oder wegen der Brauchtumspflege erforderlich ist (S. 2 des National Monuments Act 1930).
Als Denkmal (Monument) wird jede künstlich (gemeint: nichtnatürlich) geschaffene oder errichtete Struktur oder ein Gebäude oberhalb oder unterhalb der Erdoberfläche verstanden, ob mit dem Boden verbunden oder nicht. Ergänzend werden auch Höhlen, Steine oder andere Naturprodukte darunter gefasst, die durch menschliches Wirken gestaltet wurden. Exemplarisch werden auch vorgeschichtliche Gräber oder andere Begräbnisstätten genannt. Noch in sakraler Nutzung befindliche Stätten waren ausgeschlossen.
Mit der Ablösung des National Monuments Act 1930 durch das Irische Denkmalpflegegesetz (Historic and Archaeological Heritage and Miscellaneous Provisions Act 2023) vom Oktober 2023 wurden diese Definitionen aufrechterhalten.
Die Definition wurde nur unwesentlich erweitert, weil die irische Regierung die Ratifizierung des UNESCO-Übereinkommens zum illegalen Handel, der illegalen Ein- und Ausfuhr von Kulturgut von 1970 und der Konvention zum Schutz des Kulturerbes unter Wasser von 2001 sowie des Unidroit-Übereinkommens von Rom von 1995 vorbereitete. Denkbar sind auch bewegliche Sachen, Luftfahrzeuge oder Schiffswracks, die vor mehr als 100 Jahren gesunken sind.

## Listenverfahren
In dem konstitutiven Listenverfahren werden ca. 1000 Denkmale an 768 Orten als National Monuments anerkannt. Grundsätzlich werden diese durch den National Monuments Service (ggf. gemeinsam mit dem Office of Public Works [OPW]) betreut. Sie können aber auch in die Obhut der Lokalverwaltung oder einer Privatperson gegeben werden, wenn dies im öffentlichen Interesse steht. Der National Monuments Service ist Teil des Ministeriums für Wohnungswesen, Lokalverwaltung und das Kulturerbe, das OPW Teil des Ministeriums für Tourismus, Kultur, Kunst, Gaeltacht, Sport und Medien.
Das Zählverfahren ist bislang uneinheitlich gehandhabt worden. Mit dem neuen Denkmalpflegegesetz sollen allerdings die Register zusammengeführt werden. Teilweise wurde (wie bei den National Monuments auf der Halbinsel Dingle) nur eine Nummer für gleichzeitig aufgenommene Objekte vergeben. Nummeriert und listengeführt sind lediglich die National Monuments in staatlicher Pflege.

## Besichtigung
Da nicht wenige National Monuments von Privatgrundstücken umgeben sind, können nicht alle unbeschränkt besichtigt werden. Das OPW informiert über zu besichtigende Kulturerbestätten.

## Kennzeichnung

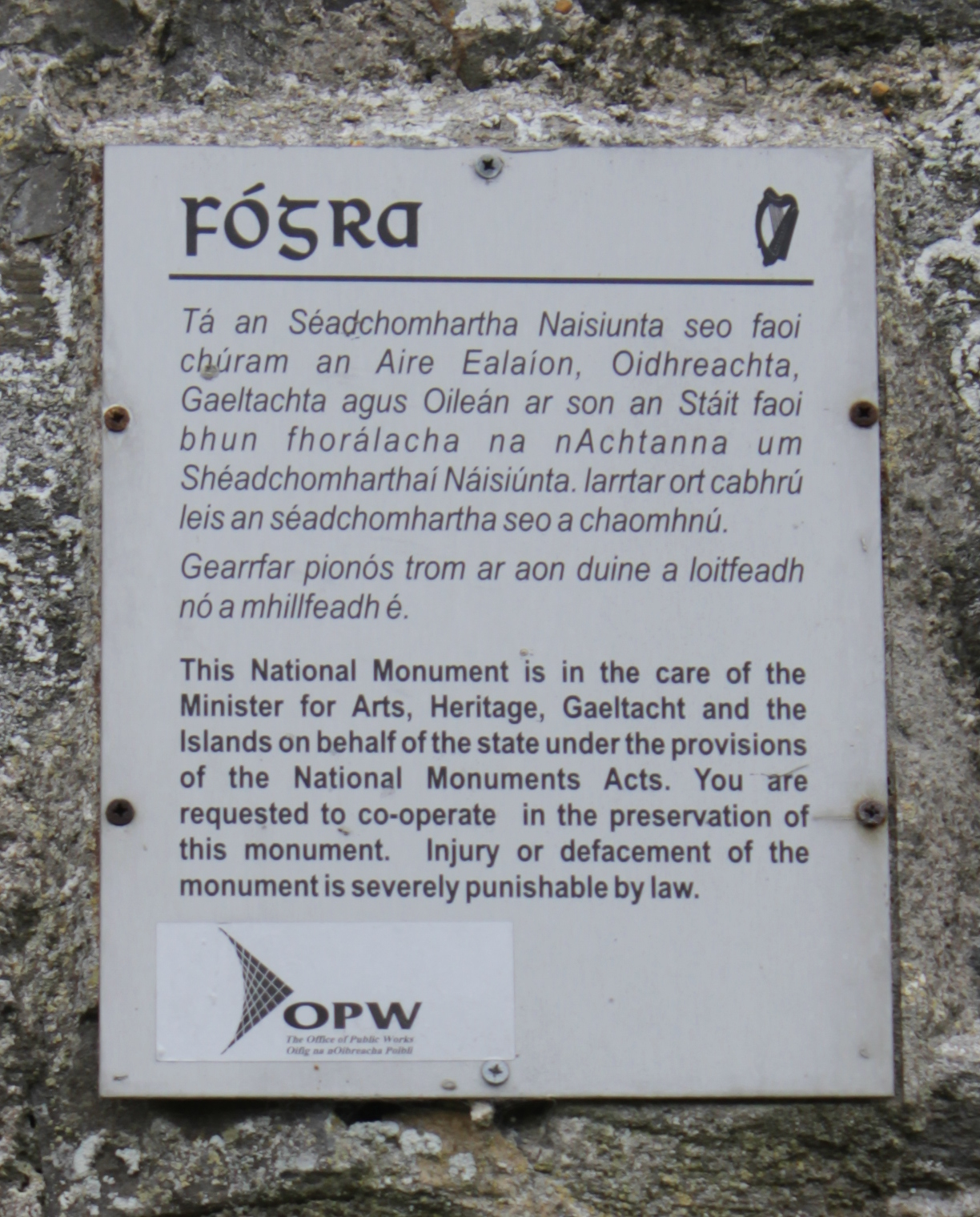
Fógra

National Monuments sind regelmäßig mit einer Plakette (irisch Fógra) in irischer und englischer Sprache gekennzeichnet, die auf die Eigenschaft als National Monument und die Schutzvorschriften hinweist.

## Welterbe
Die Welterbestätten Brú na Bóinne mit den Anlagen in Newgrange, Knowth und Dowth und Skellig Michael (Mönchsiedlung) sind als National Monuments eingetragen.

## Schutz
Seit 2004 genießen National Monuments keinen absoluten Schutz mehr. Vielmehr ist es Sache des Ministers, zwischen öffentlichen Interesse am Erhalt und seiner (Teil-)Zerstörung abzuwägen und ggf. Nebenbestimmungen für die Genehmigung der (Teil-)Zerstörung zu beauflagen.